# Unione dei comuni delle Sorgenti del Biferno
L'Unione dei comuni Sorgenti del Biferno è una delle sette unioni dei comuni della Provincia di Campobasso; comprende i comuni di Bojano, San Massimo, Spinete, Campochiaro, Colle d'Anchise, Guardiaregia e San Polo Matese.
L'Amministrazione dell'Unione ha concretamente attivato la gestione associata dei seguenti servizi:
- Raccolta e trasporto dei Rifiuti Solidi Urbani
- Servizio di igiene e manutenzione degli impianti di depurazione comunali
- Servizio di preparazione e somministrazione pasti agli alunni frequentanti le scuole materne ed elementari
- Servizio di brokeraggio assicurativo
- Servizio di manutenzione degli impianti di pubblica illuminazione comunali
- Servizio di raccolta differenziata